# مسيرة المتطوعين
عنوان النشيد هو مسيرة المتطوعين الوطني لجمهورية الصين الشعبية. كتب النشيد الوطني في عام 1935 من تأليف الكاتب المسرحي تيان هان ومن تلحين الموسيقار نيه أر، وكان في الأصل أغنية فيلم «الأبناء الأبطال» الذي وصف قصة الشباب الذين هبوا لمقاومة اليابانيين في المقاطعات الثلاث بشمال شرقي البلاد، ولعبت هذه الأغنية دورا هاما في دفع حملة إنقاذ الوطن وتعد صوت نضال تحرير الأمة الصينية.
وقرر المؤتمر الاستشارى السياسى للشعب الصينى في 27 سبتمبرعام 1949 اختياره نشيدا وطنيا لجمهورية الصين الشعبية بشكل مؤقت، وفي 14 اذار عام 2004، أجاز المجلس الوطني العاشر لنواب الشعب الصيني مشروع تعديل الدستور الذي ينص على أن النشيد الوطني لجمهورية الصين الشعبية هو «مارش المتطوعين».

## كلمات النشيد

### النشيد الوطني لجمهورية الصين الشعبية
إنهضوا، يا من ترفضون العبودية
بلحمنا ودمنا
لنبني سورنا العظيم الجديد
تمر شعوب الصين بأدق مراحلها
علينا جميعا أن نصرخ بتحدي
إنهضوا، إنهضوا، إنهضوا
ملايين القلوب وفكرٍ واحد
تحدوا نيران العدو
سيروا إلى الأمام
تحدوا نيران العدو
إلى الأمام، إلى الأمام، إلى الأمام